# Strutsbergtjärnen
Strutsbergtjärnen är en sjö i Bergs kommun i Härjedalen och ingår i Ljungans huvudavrinningsområde. Sjön har en area på 0,125 kvadratkilometer och ligger 749,6 meter över havet. Strutsbergtjärnen ligger i Henvålen-Aloppan Natura 2000-område.

## Delavrinningsområde
Strutsbergtjärnen ingår i det delavrinningsområde (695544-137257) som SMHI kallar för Ovan 696099-137165. Medelhöjden är 809 meter över havet och ytan är 37,46 kvadratkilometer. Det finns inga avrinningsområden uppströms utan avrinningsområdet är högsta punkten. Henan (Öster-Henan) som avvattnar avrinningsområdet har biflödesordning 2, vilket innebär att vattnet flödar genom totalt 2 vattendrag innan det når havet efter 319 kilometer. Avrinningsområdet består mestadels av skog (63 procent), sankmarker (23 procent) och kalfjäll (13 procent). Avrinningsområdet har 0,13 kvadratkilometer vattenytor vilket ger det en sjöprocent på 0,3 procent.